# 薩烏德一世·本·阿卜杜勒-阿齊茲
薩烏德·本·阿卜杜勒-阿齊茲（阿拉伯语：‎，拉丁化：Saʿūd bin ʿAbd al-ʿAzīz。1898年—1920年；統治年代：1908年
–1920年），是傑貝勒沙馬爾酋長國的第10任埃米爾。
1908年，年僅十歲的薩烏德當上了埃米爾。按照憲法，年幼的薩烏德由外戚Al Sabhan家族攝政，直到他長大。1920年，薩烏德被他的表親阿卜杜拉·本·塔拉勒（第12任埃米爾的兄弟）刺殺。兩個遺孀分別再嫁：Norah bint Hammud Al Sabhan成為伊本·薩烏德的八房；而來自沙馬爾部落阿卜德支的Fahda bint Asi Al Shuraim則成了伊本·薩烏德的九房，她的兒子阿卜都拉國王後來成為沙烏地阿拉伯國王。